# Witteveen (Midden-Drenthe)
Pour les articles homonymes, voir Witteveen.
Witteveen est un village situé dans la commune néerlandaise de Midden-Drenthe, dans la province de Drenthe. Le 1er janvier 2009, le village comptait 429 habitants.